# Phytoecia kukunorensis
Phytoecia kukunorensis là một loài bọ cánh cứng trong họ Cerambycidae.